# Малый Киряк
Малый Киряк — река в России, протекает по Зейскому району району Амурской области. Длина реки — 48 км.
Начинается на северной оконечности хребта Соктахан, в елово-лиственничной тайге. Течёт в северном направлении по заболоченной лиственничной тайге. Впадает в Большой Киряк справа в 15 км от его устья на высоте 333 м над уровнем моря.
Название реки происходит от эвенкийского слова кирэ — 'расстояние вытянутых в сторону рук, время, мера'.

## Данные водного реестра
По данным государственного водного реестра России относится к Амурскому бассейновому округу, речной бассейн реки Амур, речной подбассейн реки — Зея, водохозяйственный участок реки — Зея от истока до Зейского гидроузла.
Код объекта в государственном водном реестре — 20030400112118100025494.